# Boris Rotenberg (Fußballspieler)
Boris Borissowitsch Rotenberg (russisch Борис Борисович Ротенберг, finnisch Boris Borisovitš Rotenberg; * 19. Mai 1986 in Leningrad) ist ein finnisch-russischer ehemaliger Fußballspieler.

## Karriere

### Verein
Rotenberg spielte bis 2002 für den HJK Helsinki. 2002 wechselte er zum FC Jokerit. Nachdem dieser 2004 vom HJK Helsinki übernommen worden war, spielte er von da an für den daraus entstehenden Verein Klubi 04.
Zur Saison 2006 wechselte er nach Russland zu Zenit Sankt Petersburg. In seinen fünf Jahren als Spieler von Zenit kam er jedoch zu keinen Einsätzen für die erste Mannschaft des Vereins. Zur Saison 2008 wurde er an Schinnik Jaroslawl verliehen. Sein einziges Spiel für den Verein in der Premjer-Liga absolvierte er im Juli 2008, als er am 13. Spieltag jener Saison gegen Krylja Sowetow Samara in der 85. Minute für Damian Gorawski eingewechselt wurde. Im August 2008 wurde er an Saturn Ramenskoje weiterverliehen, wo er jedoch zu keinen Einsätzen kam.
In der Saison 2009 spielte er leihweise für den FK Chimki. Für Chimki absolvierte er in jener Saison 13 Spiele in der höchsten russischen Spielklasse. Allerdings stieg er mit dem Verein als Tabellenletzter aus der Premjer-Liga ab. 2010 wurde Rotenberg an Alanija Wladikawkas verliehen. Für Wladikawkas absolvierte er in der Saison 2010 15 Spiele in der Premjer-Liga, musste als Vorletzter jedoch auch mit diesem Verein aus der höchsten Spielklasse absteigen.
Im Januar 2011 verließ er Zenit schließlich fest und wechselte zum FK Dynamo Moskau. Nachdem er in seinem ersten Jahr bei Dynamo jedoch zu keinem Einsatz gekommen war, wurde Rotenberg im Januar 2012 für ein halbes Jahr an den FK Kuban Krasnodar verliehen. Jedoch kam er auch bei Kuban zu keinem Einsatz.
Zur Saison 2012/13 wechselte er leihweise nach Zypern zu Olympiakos Nikosia. Für Olympiakos absolvierte er in jener Saison 13 Spiele in der First Division, aus welcher er mit seinem Verein zu Saisonende jedoch abstieg. Nach dem Ende der Leihe kehrte er im Sommer 2013 zu Dynamo Moskau zurück, für das er im September 2013 gegen Ural Oblast Swerdlowsk schließlich sein erstes Spiel absolvierte.
Sein erstes internationales Spiel für Dynamo absolvierte Rotenberg im Oktober 2014, als er im Europa-League-Gruppenspiel gegen GD Estoril Praia in der Nachspielzeit für Mathieu Valbuena ins Spiel gebracht wurde. Im August 2015 wechselte er leihweise zum Ligakonkurrenten FK Rostow. Zu Ende der Saison 2015/16 hatte er 15 Ligaeinsätze für Rostow zu Buche stehen, in denen er ohne Treffer blieb.
Im August 2016 wechselte Rotenberg zu Lokomotive Moskau. In seiner ersten Saison bei Lokomotive wurde er mit dem Verein Pokalsieger. In der Saison 2017/18 wurde er mit dem Verein Meister. In jener Saison kam er zu sieben Einsätzen in der Premjer-Liga. Im Dezember 2018 zog er sich dann einen Kreuzbandriss zu und fiel knapp zwei Jahre damit aus. Zu einem weiteren Einsatz kam er nie mehr. Nach der Saison 2021/22 verließ er Lok nach sechs Jahren.

### Nationalmannschaft
Rotenberg debütierte im Juni 2015 für die finnische A-Nationalmannschaft, als er in einem Testspiel gegen Estland in der Startelf stand und in der Halbzeitpause durch Mikko Sumusalo ersetzt wurde.

## Persönliches
Sein Vater ist der Oligarch Boris Romanowitsch Rotenberg. 2013 wurde dieser Präsident des FK Dynamo Moskau, bei dem sein Sohn zu jenem Zeitpunkt unter Vertrag stand. Seit dem 6. Juni 2018 ist er nun Besitzer des Erstligisten PFC Sotschi.

## Erfolge
Lokomotive Moskau
- Russischer Meister: 2018
- Russischer Pokalsieger: 2017, 2019